# Tjitze Faber

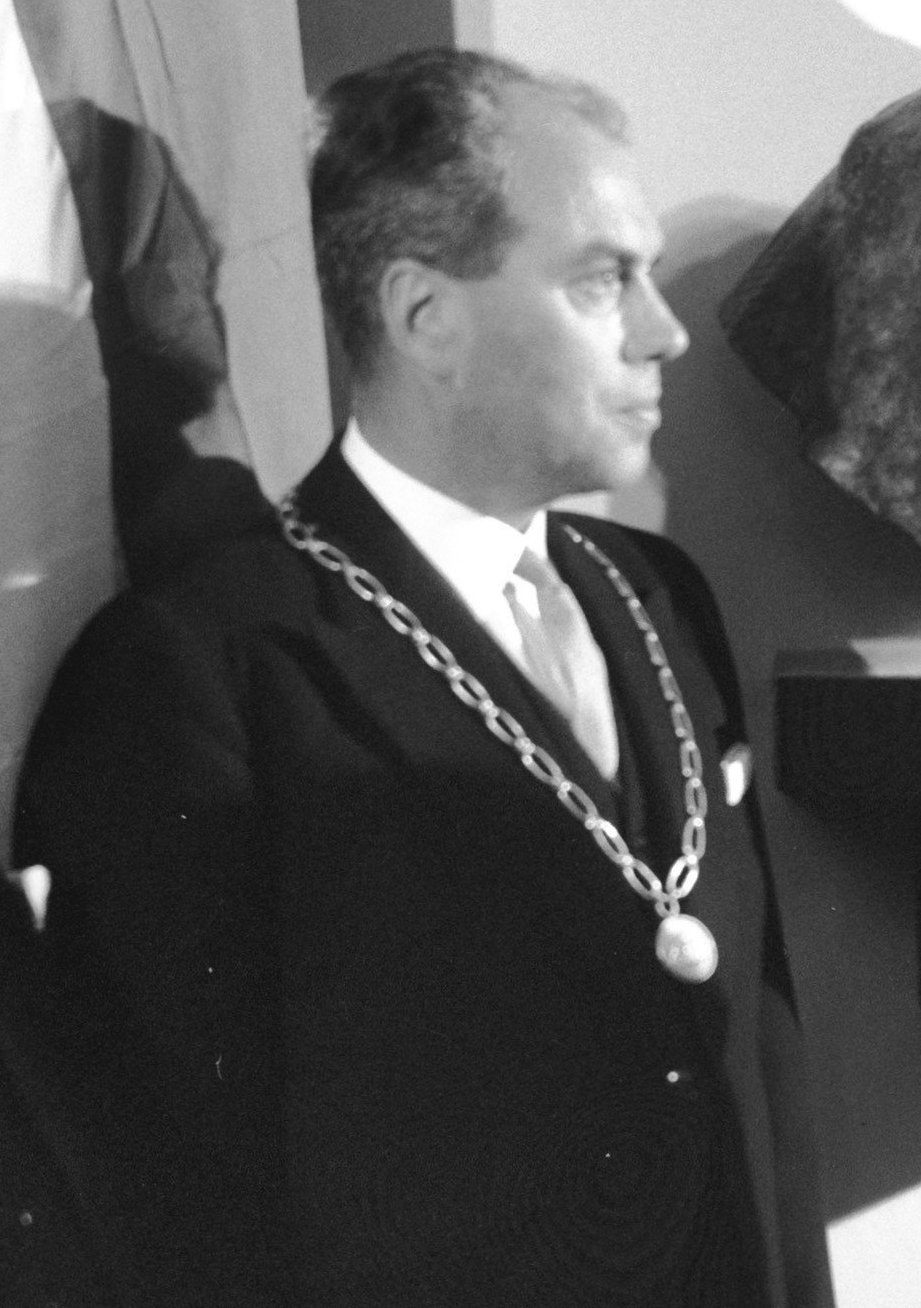
Burgemeester Tj. Faber (1964)

Tjitze Faber (Leeuwarden, 26 juli 1920 – 1 april 1988) was een Nederlands politicus van de CHU en later het CDA.
Tijdens de Tweede Wereldoorlog is hij werkzaam geweest bij het Gewestelijk Arbeidsbureau van Leeuwarden en ondergedoken geweest. Na de bevrijding werkte hij in Emmen; eerst bij de Politieke Opsporingsdienst en vervolgens bij de gemeentesecretarie aldaar. In 1948 maakte hij de overstap naar de gemeente Uithuizen. Vier jaar later ging hij werken bij de gemeentesecretarie van Delfzijl waar hij hoofdcommies was voor hij begin 1955 gemeentesecretaris werd van Kollumerland en Nieuwkruisland. In maart 1962 werd Faber de burgemeester van de Gelderse gemeente Heerde en daarnaast is hij ook nog lid van de Provinciale Staten van Gelderland geweest. In augustus 1985 ging hij na 23 jaar als burgemeester van Heerde met pensioen. De in dat jaar in Heerde gereedgekomen sporthal werd naar hem vernoemd: de Burgemeester Faberhal. Begin 1988 overleed hij op 67-jarige leeftijd. 